# Volmar Wikström
Pour les articles homonymes, voir Wikström.
Volmar Valdemar Wikström, né le 27 décembre 1889 à Pargas et mort le 10 juin 1957 à Helsinki, est un lutteur finlandais.

## Carrière
Volmar Wikström est éliminé au sixième tour du tournoi de lutte aux Jeux olympiques de 1912 à Stockholm en lutte gréco-romaine dans la catégorie des moins de 67.5 kg. Aux Championnats d'Europe non-officiels de 1914, il remporte la médaille d'or en lutte gréco-romaine en moins de 67.5 kg. Dans la catégorie des moins de 75 kg et toujours en lutte gréco-romaine, il remporte la médaille d'argent aux Championnats du monde de lutte 1921. 
Aux Jeux olympiques de 1924 à Paris, il est médaillé d'argent en lutte libre dans la catégorie des moins de 66 kg.